# Abel Salazar
Abel Salazar García  (né le 24 septembre 1917 à Mexico - mort le 21 octobre 1995 à Cuernavaca) est un acteur, réalisateur, scénariste et producteur mexicain. Il est frère avec le réalisateur Alfredo Salazar.

## Filmographie

### comme acteur
- 1941 : La Casa del rencor
- 1941 : La Liga de las canciones
- 1942 : La Vírgen morena
- 1942 : Le Comte de Monte-Cristo (El conde de Montecristo)
- 1943 : Tres hermanos
- 1944 : Me ha besado un hombre
- 1945 : Las Cinco advertencias de Satanás
- 1945 : Como yo te quería
- 1945 : Capullito de alhelí
- 1945 : Cadetes de la naval
- 1946 : La Morena de mi copla
- 1946 : Una Vírgen moderna
- 1947 : Los Tres García
- 1947 : ¡Vuelven los Garcia!
- 1947 : El Príncipe del desierto
- 1947 : Por culpa de una mujer
- 1948 : Mi esposa busca novio
- 1948 : Tía Candela
- 1948 : Matrimonio sintético
- 1948 : Mi madre adorada
- 1949 : Dos pesos dejada
- 1949 : Café de chinos
- 1949 : La Panchita
- 1949 : El Pecado de Laura
- 1950 : Donde nacen los pobres
- 1950 : Yo quiero ser hombre
- 1950 : Yo quiero ser mala
- 1951 : Del can-can al mambo
- 1951 : Canasta uruguaya
- 1951 : El Marido de mi novia
- 1951 : Vuelva el sábado
- 1951 : Menores de edad
- 1951 : La Duquesa del Tepetate
- 1951 : Una Viuda sin sostén
- 1952 : Se le pasó la mano
- 1952 : Yo fui una callejera
- 1952 : Por que peca la mujer
- 1952 : La Miel se fue de la luna
- 1952 : Vive como sea
- 1952 : Hay un niño en su futuro
- 1953 : Nadie muere dos veces
- 1953 : Quiéreme porque me muero
- 1953 : El Fantasma se enamora
- 1953 : Siete mujeres
- 1953 : Beatriz No te ofendas
- 1953 : Lucifer y yo Ella
- 1953 : Ni pobres ni ricos
- 1954 : La Visita que no tocó el timbre
- 1955 : La Fuerza del deseo
- 1955 : El Caso de la mujer asesinadita
- 1955 : El Coyote
- 1955 : Necesito un marido
- 1955 : La Engañadora
- 1956 : Serenata en México
- 1956 : La Justicia del Coyote
- 1956 : Lola Torbellino
- 1957 : Les Proies du vampire (El vampiro) de Fernando Méndez
- 1957 : Mañana cuando amanezca
- 1957 : Tropicana de Juan José Ortega
- 1958 : Le Retour du vampire (El ataúd del vampiro) de Fernando Méndez
- 1959 : Los Hermanos Diablo
- 1959 : El Hombre y el monstruo
- 1959 : Nacida para amar
- 1960 : Venganza Apache
- 1960 : El Renegado blanco
- 1962 : Le Baron de la terreur de Chano Urueta
- 1963 : La Cabeza viviente
- 1963 : La Maldición de la Llorona
- 1965 : Pistoleros del oeste
- 1965 : Cucurrucucú Paloma
- 1966 : El Indomable
- 1969 : Paula
- 1986 : El Otro

### comme réalisateur
- 1968 : Los Adolescentes
- 1969 : Paula
- 1970 : Rosas blancas para mi hermana negra
- 1971 : Elena y Raquel
- 1972 : Una Mujer honesta
- 1973 : Adios, amor...
- 1974 : The Bullfighters
- 1978 : Picardia mexicana
- 1979 : Tres mujeres en la hoguera
- 1982 : Una Leyenda de amor
- 1983 : Lagunilla 2
- 1984 : Ya nunca más
- 1986 : Mentiras
- 1988 : Quisiera ser hombre

### comme producteur
- 1943 : Tres hermanos
- 1944 : Me ha besado un hombre
- 1945 : Las Cinco advertencias de Satanás
- 1948 : Tía Candela
- 1948 : Matrimonio sintético
- 1948 : Mi madre adorada
- 1949 : El Pecado de Laura
- 1953 : Nadie muere dos veces
- 1953 : Siete mujeres
- 1955 : El Caso de la mujer asesinadita
- 1956 : Lola Torbellino
- 1957 : Les Proies du vampire (El vampiro) de Fernando Méndez
- 1958 : El ataúd del vampiro
- 1959 : Los Hermanos Diablo
- 1959 : El Hombre y el monstruo
- 1960 : Venganza Apache
- 1960 : El Renegado blanco
- 1961 : El Mundo de los vampiros
- 1962 : Le Baron de la terreur de Chano Urueta
- 1962 : Le Miroir de la sorcière (El espejo de la bruja) de Chano Urueta
- 1963 : La Maldición de la Llorona
- 1963 : Mi vida es una canción
- 1963 : La Cabeza viviente
- 1965 : Pistoleros del oeste
- 1965 : Cucurrucucú Paloma
- 1966 : El Indomable
- 1968 : Valentín de la Sierra
- 1968 : Los Adolescentes
- 1969 : Paula

### comme scénariste
- 1943 : Tres hermanos de José Benavides hijo
- 1974 : Negro es un bello color de Julián Soler